# Сан Марино на Светском првенству у атлетици у дворани 2012.
Сан Марино је учествовао на Светском првенству у атлетици у дворани 2012. одржаном у Истанбулу од 9. до 11. марта десети пут. Репрезентацију Сан Марина представљала су два такмичара (1 мушкарац и 1 жена), који су се такмичили у трци на 60 метара.
Сан Марино није освојио ниједну медаљу али је Федерико Горијери остварио лични рекорд сезоне.

## Учесници
| Мушкарци: - Федерико Горијери — 60 м | Жене: - Мартина Претели — 60 м |  |

## Резултати

### Мушкарци
| Атлетичар         | Дисциплина | Лични рекорд | Квалификација | Квалификација | Полуфинале           | Полуфинале           | Финале               | Финале       | Детаљи |
| Атлетичар         | Дисциплина | Лични рекорд | Резултат      | Место         | Резултат             | Место                | Резултат             | Место        | Детаљи |
| ----------------- | ---------- | ------------ | ------------- | ------------- | -------------------- | -------------------- | -------------------- | ------------ | ------ |
| Федерико Горијери | 60 м       | 7,04         | 7,54 ЛРС      | 5. у гр. 3    | Није се квалификовао | Није се квалификовао | Није се квалификовао | 52 / 57 (61) |        |

### Жене
| Атлетичарка     | Дисциплина | Лични рекорд | Квалификација | Квалификација | Полуфинале            | Полуфинале            | Финале                | Финале       | Детаљи |
| Атлетичарка     | Дисциплина | Лични рекорд | Резултат      | Место         | Резултат              | Место                 | Резултат              | Место        | Детаљи |
| --------------- | ---------- | ------------ | ------------- | ------------- | --------------------- | --------------------- | --------------------- | ------------ | ------ |
| Мартина Претели | 60 м       | 7,59         | 7,79          | 6. у гр. 6    | Није се квалификовала | Није се квалификовала | Није се квалификовала | 41 / 62 (64) |        |